# Rhinosimus tapirus
Rhinosimus tapirus là một loài bọ cánh cứng trong họ Salpingidae. Loài này được Abeille de Perrin miêu tả khoa học năm 1874.